# گاز گلخانه‌ای

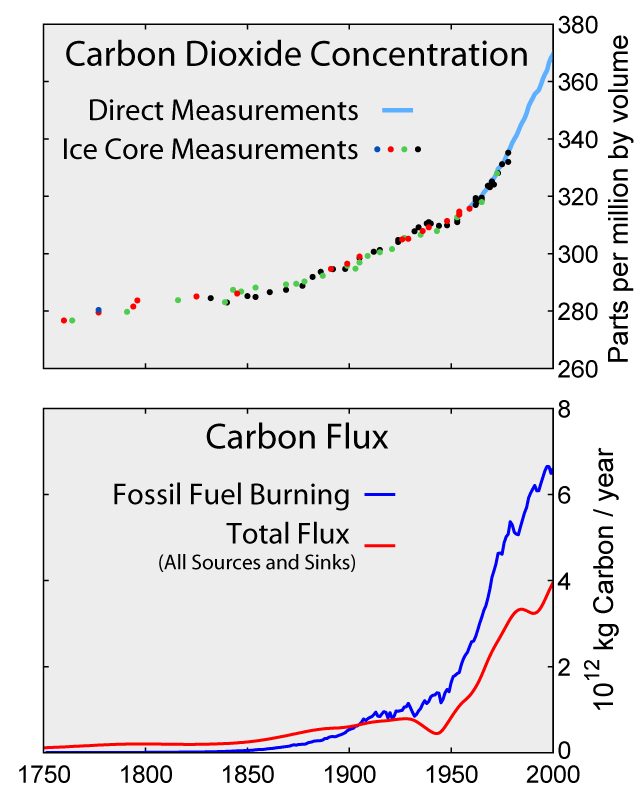
بالا: افزایش دی‌اکسید کربن جوی که در جو و لایه (های) یخ اندازه‌گیری می‌شوند. پایین: مقدار افزایش خالص کربن در جو، با برونده‌های کربن حاصل از سوختن سوخت فسیلی مقایسه شده است.

گاز گلخانه‌ای (به انگلیسی: Greenhouse gas) به گازی گفته می‌شود که در جَو یک سیاره وجود دارد و در محدودهٔ پرتوهای الکترومغناطیسیِ فرو سرخ، به جذب و انتشار پرتوها می‌پردازد. این فرایند عبارت از؛ اثر گلخانه‌ای است. گازهای گلخانه‌ای موجود در جو زمین که به‌طور طبیعی در آن وجود دارند. شامل بخار آب، کربن دی‌اکسید، متان، دی نیتروژن مونوکسید و ازون می‌باشند. اما فعالیت‌های بشری (از جمله؛ استفاده از سوخت‌های فسیلی)، بر میزان بسیاری از این گازها (به ویژه کربن دی‌اکسید) در جو افزوده است. در منظومه شمسی نیز جو ناهید، مریخ و تیتان شامل گازهایی می‌شوند که سبب ایجاد اثر گلخانه‌ای در آن‌ها شده است. بدون گازهای گلخانه‌ای، میانگین دمای سطح زمین در حدود منفی ۱۸ درجهٔ سانتیگراد خواهد بود.

## اثر گلخانه‌ای
زمانی‌که نور خورشید به سطح زمین می‌رسد، مقداری از آن جذب شده و زمین را گرم می‌کند. چون زمین از خورشید سردتر است، آن انرژی را با طول موج‌های بلندتری نسبت به خورشید از خود می‌تاباند. (نگاه کنید به تابش جسم سیاه و قانون جابجایی ویین) پیش از آن‌که آن‌ها در فضای بیرونی از دست بروند، مقداری از این طول موج‌های بلندتر توسط گازهای گلخانه‌ای در جو زمین جذب می‌شوند. جذب این انرژی تابشی باعث گرم شدن جو می‌شود (جو زمین همچنین در اثر انتقال گرمای محسوس و گرمای نهفته حاصل از سطح نیز گرم می‌شود). گازهای گلخانه‌ای، نور خورشید را هم به سمت سطح زمین و هم به سمت خارج از سطح زمین می‌تابانند. به فرایند بازتابش این نور به سمت سطح زمین که توسط جو انجام می‌شود، «اثر گلخانه‌ای» می‌گویند.
بخار آب، دی‌اکسید کربن، متان و اوزون مؤثرترین گازهای گلخانه‌ای هستند.
با وجود این که نمی‌توان به‌طور دقیق مشخص کرد که سهم هر کدام از این گازها در اثر گلخانه‌ای زمین چقدر است اما بخار آب بین ۳۶٪ تا ۷۰٪، دی‌اکسید کربن بین ۹٪ تا ۲۶٪، متان بین ۴٪ تا ۹٪ و اوزون حدود ۳٪ تا ۷٪ در فرایند اثر گلخانه‌ای زمین نقش بازی می‌کنند.
گازهای گلخانه‌ای دیگر، که البته به همین‌ها محدود نمی‌شوند، عبارتند از، نیتروژن اکسید، هگزا فلوراید گوگرد، هیدروفلئور کربن‌ها، پرفلئور کربن‌ها و کلروفلئور کربن‌ها (به فهرست IPCC گازهای گلخانه‌ای نگاه کنید).
اجزای اصلی جو یعنی: (نیتروژن و اکسیژن) گازهای گلخانه‌ای نیستند، زیرا مولکول‌های دوتایی با هسته‌های یکسان، تشعشع (انتشار) فروسرخ را نه جذب و نه منعکس می‌کنند در نتیجه هیچ تغییر شبکه‌ای در گشتاور دوقطبی در این مولکول‌ها رخ نمی‌دهد.

## گازهای گلخانه ناشی از فعالیت انسانی

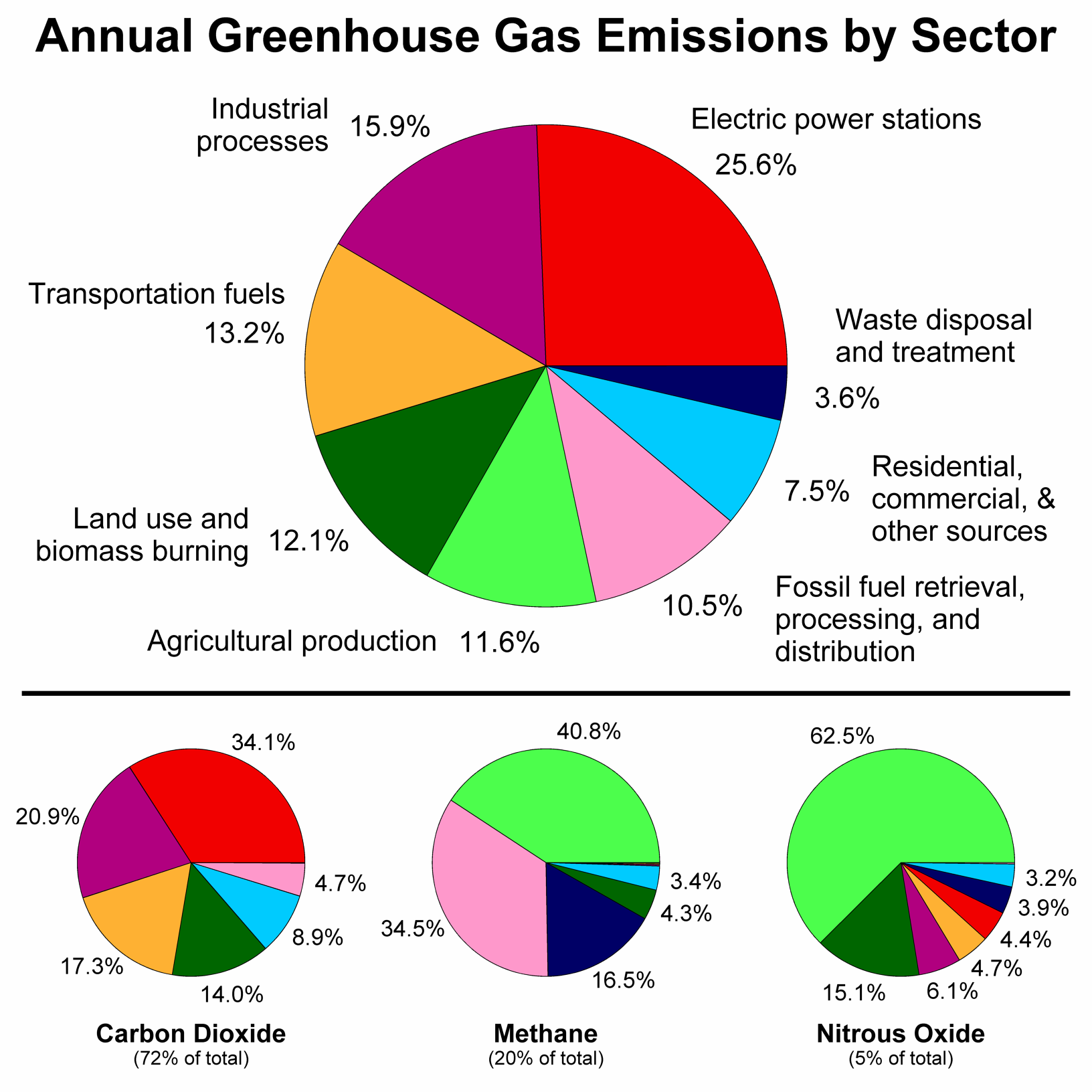
پراکنشهای جهانی گازهای گلخانه‌ای در۸ مقطع مختلف برای سال ۲۰۰۰ متوقف شده است

غلظت گازهای گلخانه‌ای متعدد در طول زمان افزایش یافته است. فعالیت انسانی سطوح گازهای گلخانه‌ای عمدتاً در اثر آزادسازی دی‌اکسید کربن افزایش می‌دهد، اما تأثیرات بشر بر گازهای دیگر مانند متان، قابل اغماض نیست.
برخی از منابع اصلی گازهای گلخانه‌ای ناشی از فعالیت انسانی عبارتند از:
- سوزاندن سوخت (های) فسیلی و تخریب جنگل‌ها که موجب افزایش غلظت مقادیر دی‌اکسید کربن می‌شود؛
- چارپایان و کشت شالیزاری برنج، استفاده از زمین و تغییرات در ناحیه تالابی، خسارات مربوط به خط لوله(ها)، و پراکنش‌های ناشی از تهویه مناطق تحت پوشش دفن زباله سبب تمرکزهای بیشتر متان در جو می‌گردد. بسیاری از سیستم‌های سرپوشیده دفع زباله با تهویه کامل و به سبک‌های جدیدتر هستند که فرایند تخمیر را افزایش و بهبود می‌دهد که منابع اصلی تولید متان هستند؛
- استفاده از CFCها در سیستم‌های تبرید، و کاربرد CFCها و هالون‌ها در سیستم‌های اطفاء حریق| خاموش‌سازی آتش و فرآیندهای سازندگی.

گازهای گلخانه‌ای ناشی از صنعت و کشاورزی نقش عمده‌ای را در نمونه مشاهده اخیر از گرم شدن جهان ایفا می‌کند. دی‌اکسید کربن، متان، اکسید نیتروژن و سه گروه دیگر از گازهای فلوئوردار، موضوع (مورد بحث) پروتکل کیوتو قرار دارند که در سال ۲۰۰۵ وارد مرحله اجرائی خود شد. به غیر از خود گاز ازن، متان، اکسید نیتروژن و گازهای مستهلک‌کننده ازن نیز در این توافق‌نامه‌ها مورد توجه قرار گرفته‌اند. توجه نمایید که استهلاک ازن تنها یک نقش فرعی در گرم شدن گلخانه‌ای دارد، اگرچه این دو فرایند اغلب در رسانه‌های عمومی با یکدیگر اشتباه می‌شوند.

## نقش بخار آب

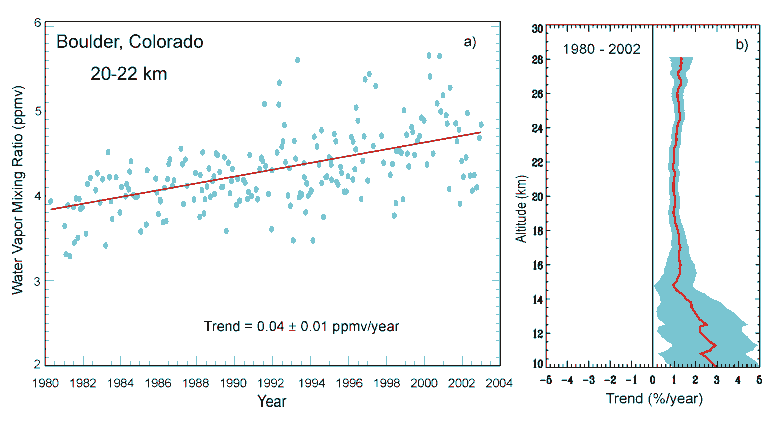
افزایش بخار آب در شهر بولدر کلرادو

بخار آب یک «گاز طبیعی گلخانه‌ای» است و بالاترین نقش را در اثر گلخانه‌ای ایفا می‌کند. میزان غلظت بخار آب از لحاظ منطقه‌ای در نوسان است، اما فعالیت انسان به‌طور مستقیم بر مقادیر غلظت آب به جز در مقیاس‌های کوچک محلی اثر نمی‌گذارد.
در الگوهای اقلیمی، افزایش در دمای جو توسط اثر گلخانه‌ای به وسیله گازهایی با منشأ انسانی موجب افزایش بخار آب در لایه تروپوسفر (نزدیک‌ترین لایه به زمین) جو، با رطوبت نسبی تقریباً ثابت شده است. در عوض بخار آب افزوده شده سبب افزایش در اثر گلخانه‌ای می‌شود و در این صورت باعث افزایش بیشتر دما می‌گردد؛ و افزایش دما نیز بخار آب جو را افزایش می‌دهد؛ و این چرخه تا جایی ادامه می‌یابد که به حد تعادل برسد؛ بنابراین بخار آب به عنوان یک بازخورد مثبت بر گازهای گلخانه‌ای آزاد شده در اثر فعالیت بشری همچون منو اکسید کربن اعمال می‌کند (اما تاکنون هرگز بر زمین به عنوان بخشی از یک بازخورد مهارنشدنی عمل نکرده است).
تغییرات در میزان بخار آب نیز می‌تواند به صورت غیرمستقیمی در تشکیل ابر نقش داشته باشد.
«بیشتر دانشمندان پذیرفته‌اند که تأثیر کلی بازخوردهای مستقیم و غیر مستقیم سبب افزایش میزان بخار آب جو شده که به‌طور عمده گرم شدن اولیه‌ای را که موجب این افزایش شده، ارتقاء می‌دهد- که آن یک بازخورد قوی مثبت است.»
(, B۷ نگاه کنید به).
بخار آب بخار آب بخش معینی از معدله «گاز گلخانه‌ای» است اگرچه تحت کنترل مستقیم بشر قرار ندارد: هیئت داخلی دولتی پیرامون تغییر اقلیمی (IPCC) گزارش سوم ارزیابی
IPCC | TAR، نویسنده محترم این فصل مایکل مان (دانشمند)|مایکل من با بیان این که «نقش بخار آب به عنوان یک» گاز گلخانه‌ای «شدیداً انحرافی است» معتقد است که بشر نمی‌تواند میزان بخار آب را کنترل نماید.
;
همچنین رجوع کنید به
 .
IPCC به‌طور مفصل تر دربارهٔ بازخورد بخار آب بحث می‌کند.
.

## افزایش گازهای گلخانه‌ای
بر اساس نوسان غلظت گاز دی‌اکسید کربن در گذشته و اندازه‌گیری‌های لایه‌های یخی قطب شمال، این مسئله به‌طور گسترده‌ای پذیرفته می‌شود که درست پیش ازآن که پراکنش‌های صنعتی شروع شود، سطوح جوی منو اکسید کربن در حدود ۲۸۰ میکرو L/L بوده است (توجه نمایید که واحد میکرو L/L واحدی است برابر با بر میلیون حجم). از همان لایه‌های یخی معلوم گردید که طی ۱۰۰۰۰سال گذشته، مقادیر غلظت منو اکسید کربن در اندازه‌هایی بین ۲۶۰و ۲۸۰ میکرو L/L باقی‌مانده‌اند. در برخی مطالعات، با استفاده از شواهد مربوط به منافذ برگ‌های فسیل شده طی دوران ۱۰–۷ هزار سال گذشته نوسانات بیشتری در سطوح منو اکسید کربن بالاتر از میزان ۳۰۰ میکرو L/L یافته شده است، اما دیگران در این مورد استدلال کرده‌اند که بیشتر احتمال می‌رود این یافته‌ها بر مشکلات آلودگی تأثیر بگذارد تا نوسان مقدار واقعی منواکسید کربن.
از زمان شروع انقلاب صنعتی، مقادیر تمرکز بسیاری از گازهای گلخانه‌ای افزایش یافته است. بیشتر افزایش در میزان دی‌اکسید کربن پس از سال ۱۹۴۵ میلادی اتفاق افتاده است. آن‌هایی که بزرگ‌ترین عوامل برهم زدن تعادل تابشی بوده‌اند به این شرح اند:.
| گاز                 | مقدار کنونی (۱۹۹۸) بر اساس حجم | افزایش در دوران ماقبل صنعتی (۱۷۵۰) | افزایش درصد           | بی توازنی تابشی (W/m²)  |
| ------------------- | ------------------------------ | ---------------------------------- | --------------------- | ----------------------- |
| دی‌اکسید کربن        | ۳۶۵ ppm {383 ppm(2007.01)}     | ۸۷ ppm {105 ppm(2007.01)}          | ۳۱٪ {۳۷٫۷۷٪(۲۰۰۷٫۰۱)} | ۱٫۴۶ {~۱٫۵۳۲ (۲۰۰۷٫۰۱)} |
| متان                | ۱٬۷۴۵ ppb                      | ۱٬۰۴۵ ppb                          | ۱۵۰٪                  | ۰٫۴۸                    |
| دی نیتروژن مونوکسید | ۳۱۴ ppb                        | ۴۴ ppb                             | ۱۶٪                   | ۰٫۱۵                    |

| گاز            | مقدار کنونی(۱۹۹۸) بر اسا حجم | بی توازنی تابشی (W/m²) |
| -------------- | ---------------------------- | ---------------------- |
| CFC-۱۱         | ۲۶۸ ppt                      | ۰٫۰۷                   |
| CFC-۱۲         | ۵۳۳ ppt                      | ۰٫۱۷                   |
| CFC-۱۱۳        | ۸۴ ppt                       | ۰٫۰۳                   |
| کربن تتراکلرید | ۱۰۲ ppt                      | ۰٫۰۱                   |
| HCFC-۲۲        | ۶۹ ppt                       | ۰٫۰۳                   |

انتشار کربن در سطح جهانی۱۸۰۰–۲۰۰۴.

(منبع: IPCC radiative forcing report 1994 updated (to 1998) by IPCC TAR table 6.1  بایگانی‌شده  در ۱۵ ژوئن ۲۰۰۷ توسط Wayback Machine).

## زدودن (آن) از جو و توان گرم شدن جهانی

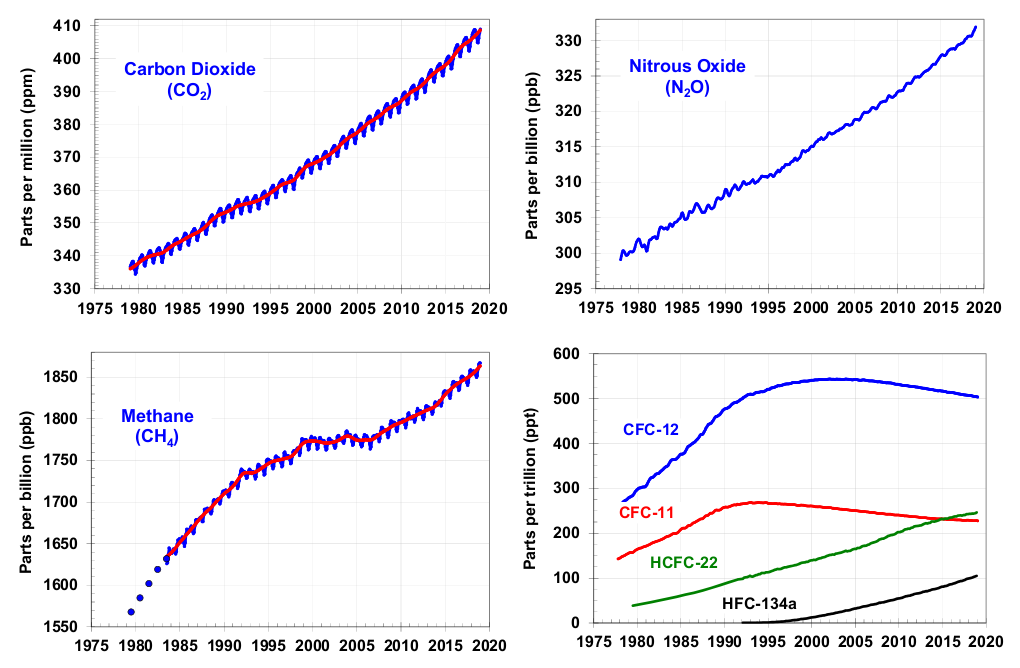
روندهای اصلی در پیدایش گاز گلخانه‌ای

گذشته از بخار آب در نزدیک سطح (زمین) که زمان اقامت (معینی) دارد، بیشتر گازهای گلخانه‌ای مدتی طولانی می‌گذرد که جو زمین را ترک کنند. کار آسانی نیست که به‌طور دقیق پی ببریم که چه مدتی طول می‌کشد، زیرا جو یک سیستم بسیار پیچیده است. اما، برآوردهایی از مدت ماندن آن‌ها وجود دارد، یعنی زمانی که لازم است تا گاز از جو برای موارد عمده خارج شود. گازهای گلخانه‌ای را طی فرآیندهای مختلفی می‌توان از جو زمین زدود:
- به عنوان یک تغییر فیزیکی می‌توان گفت: (تقطیر و بارش که بخار آب را از جو می‌زداید).
- به عنوان واکنش‌های شیمیایی در داخل جو. این روش در مورد متان است. آن در اثر واکنشی طبیعی که در هنگام ایجاد رادیکال آزاد هیدروکسید، OH و نقطه میانی رخ می‌دهد اکسید شده و به دی‌اکسید کربن و بخار آب در انتهای زنجیره واکنش تبدیل می‌شود (توزیع دی‌اکسید کربن از اکسیداسیون متان شامل متان GWP نمی‌شود). این فرایند همچنین شامل ترکیبات شیمیایی فاز محلولی و جامدی می‌شود که در آئروسل‌های جو قرار دارد.
- به عنوان تبادل فیزیکی در تعامل میان جو و دیگر اجزای سیاره زمین. یک نمونه آن ترکیب گازهای جوی در داخل اقیانوس‌ها در یک لایه مرزی می‌باشد.
- به عنوان تغییر شیمیایی در تعامل میان جو و دیگر اجزای سیاره زمین. این نمونه موردی است برای دی‌اکسید کربن که در اثر فتوسنتز گیاهان احیاء می‌شود، و پس حل شدن در اوقیانوسها، با تشکیل یون‌های اسید کربنیک و بی کربنات و کربنات واکنش انجام می‌دهد (نگاه به اسیدی شدن اقیانوس).
- به عنوان فتوشیمی| تغییر فتوشیمیایی. هالوکربن‌ها (ترکیبات هالوژنی کربن) در اثر پرتو فرابنفش از هم گسیخته شده و کربن ۱ c نقطه وسطی و فلوئور نقطه میانی به عنوان رادیکال‌های آزاد در لایه استراتوسفر جو با اثرات مضر آن در ازن آزاد می‌شوند (هالو کربن‌ها کلاً بسیار باثبات هستند تا آن که در اثر واکنش شیمیایی در جو از بین بروند).
- به عنوان یونیزاسیون پراکنش گر در اثر پرتوهای کیهانی با انرژی بالا یا تخلیه‌های (الکتریکی) رعد و برق، که پیوندهای ملکولی را درهم می‌شکند؛ مثلاً، رعد و برق

N اتم از ۲N را تشکیل می‌دهد که سپس با اتم ۲O,
2ON را تشکیل می‌دهند. از این مقیاس‌ها می‌توان برای تشریح اثر گازهای مختلف در جو استفاده نمود. اولین مورد، طول عمر جوی است که شرح می‌دهد چه مدت می‌گذرد تا در پی افزایشی کوچک در تمرکز گاز موجود در جو، سیستم تعادل خود را بازمی‌یابد. هر یک از ملکول‌ها ممکنست با منابعی همچون خاک، اقیانوسها، و سیستم‌های بیولوژیک مبادله شوند، اما طول عمر میانگین به تخریب گسترده آن‌ها اشاره می‌کند. هرکسی ممکنست بر این باور باشد که طول عمر جوی دی‌اکسید کربن تنها چند سال است به این دلیل این دوره، زمان متوسط برای هر مولکول از دی‌اکسید کربن است، پیش ازآن که درون اقیانوس ترکیب شود، یا در اثر عمل فتوسنتز و غیره به اکسیژن تغییر شکل یابد. این موضوع، جریان‌های تعادلی
دی‌اکسید کربن را در داخل جو از دیگر منابع نادیده می‌گیرد. این تغییرات مقداری خالص در گازهای مختلف گلخانه‌ای از کلیه منابع و عوامل  می‌باشد که طول عمر جوی را تعیین می‌کند، نه فقط فرآیندهای زدودن این مواد.
مقیاس دوم پتانسیل گرمایشی جهانی (GWP) است. میزان (GWP) به هردو موضوع کارایی مولکول به عنوان یک گاز گلخانه‌ای و طول عمر جوی آن بستگی دارد. (GWP)
نسبت به همان جرم از دی‌اکسید کربن و نیز برای یک مقیاس زمانی خاص سنجیده می‌شود. از این رو، اگر ملکولی دارای (GWP) بالایی در یک مقیاس کوتاه مدت باشد (مثلاً۲۰سال) اما صرفاً طول عمر کوتاهی داشته باشد، آن دارای میزان
(GWP) بالا در یک مقیاس ۲۰ساله می‌باشد اما همین مقدار برای مقیاس۱۰۰ساله پایین است. برعکس، در صورتی که ملکولی دارای طول عمر جوی بیشتری نسبت به
دی‌اکسید کربن باشد میزان (GWP) آن با زمان افزایش خواهد یافت.
نمونه‌هایی از طول عمر جوی و (GWP) برای تعدادی از گازهای گلخانه‌ای عبارتند از:
- دی‌اکسید کربن | دی‌اکسید کربن دارای طول عمر جوی متغیری (تقریباً ۴۵۰–۲۰۰ سال برای دگرگونی‌های اندک) می‌باشد. کار اخیر نشان می‌دهد که بازیابی مقدار فراوانی از دی‌اکسید کربن وارد شده به جو ناشی از سوزاندن سوخت‌های فسیلی باعث ایجاد طول عمر مؤثری حدود ده‌ها هزار سال برای آن خواهد شد.

دی‌اکسید کربن همواره دارای توان گرمایشی جهانی معادل ۱ است.
- متان دارای طول عمر جوی ۳ ±۱۲ سال و GWP ۶۲ در طول۲۰سال، یا ۲۳ در طول۱۰۰سال و ۷ در طول۵۰۰ سال می‌باشد. کاهش GWP در کنار زمان‌های طولانی‌تر با این حقیقت همراه است که متان در اثر واکنش‌های شیمیایی در جو به آب و دی‌اکسید کربن ۲ تجزیه می‌شود.
- اکسید نیتروژن دارای طول عمر جوی ۱۲۰ سال و GWP ۲۹۶ در طول ۱۰۰سال است.
- ۱۲- CFC دارای طول عمر جوی ۱۰۰سال و نیز میزان GWP (۱۰۰) در هر ۱۰۶۰۰سال است.
- ۲۲- HCFC دارای طول عمر جوی ۱/۱۲سال و GWP (۱۰۰) در هر ۱۷۰۰سال می‌باشد.
- تترا فلورومتان دارای طول عمر ۵۰۰۰۰ سال و GWP (۱۰۰) در هر ۵۷۰۰ سال است.
- هگزافلورید سولفور دارای طول عمر جوی ۳۲۰۰ سال و GWP (۱۰۰) در هر ۲۲۰۰۰ سال می‌باشد.

## آثار مرتبط

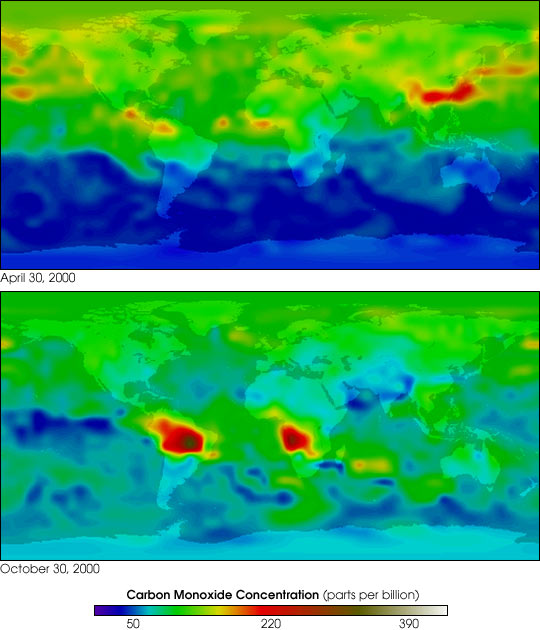
سنجش آلودگی در تروپوسفر ۲۰۰۰ میزان جهانیمونوکسید کربن

منوکسید کربن دارای یک اثر غیر مستقیم تابشی می‌باشد و از طریق واکنش‌های شیمیایی با دیگر اجزای جوی (مانند رادیکال هیدروکسیل)، مقادیر متان و اوزون در لایه جوی تروپوسفر| تروپوسفریک زمین را تخریب می‌کند. منوکسید کربن زمانی ایجاد می‌شود که سوختهای کربن دار به‌طور ناقص بسوزند. در اثر فرآیندهای طبیعی در جو، آن نهایتاً به دی‌اکسید کربن اکسید می‌شود. مقادیر منوکسید کربن هم در جو دارای عمر کوتاه بوده و هم از لحاظ مکانی متغیر می‌باشند.
اثر غیر مستقیم بالقوه و مهم دیگر آن از متان ناشی می‌شود که علاوه بر فشار تابشی مستقیم آن به تشکیل ازن نیز کمک می‌کند. شیندل و دیگران (۲۰۰۵)
استدلال نموده‌اند که تأثیر متان در تغییرات اقلیمی دست کم دو برابر میزان شناخته شده در برآوردهای قبلی است.
.
یکی از اثرات گرم شدن جهانی این است که هم‌زمان با افزایش سطح دی‌اکسید کربن در جو، مقدار اسیدیته اقیانوس‌ها هم زیاد می‌شود.
یکی از هشدار دهنده‌ترین همبستگی‌های بالقوه بین گازهای گلخانه‌ای و گرم شدن جهان، موضوع تاریک شدن جهان است که به نظر می‌رسد اثر گرم شدن جهان را به دلیل سردتر شدن زمین از طریق تاریک شدن جهان، تحت الشعاع قرار دهد. (بپوشاند)

### پراکنش‌های دی‌اکسید کربن
- صفحه اتحادیه اروپا در مورد کاهش انتشار دی‌اکسید کربن در وسایل نقلیه کم مصرف

هدف اتحادیه اروپا تا سال ۲۰۱۰ این است که به حداقل متوسط رقم پراکنش ۱۲۰ گرم ۲co در هر کیلومتر برای هر ماشین مسافربری در بازار اتحادیه برسد.
- ذخایر سالانه انرژی بین‌المللی
- IEA Publications Bookshop - آمار کلیدی جهان انرژی
- http://www.eia.doe.gov/emeu/iea/carbon.html

(آمار) سالانه بین‌المللی انرژی (۲۰۰۳): برونده‌های دی‌اکسید کربن
- Table H_1co2.html H.۱co۲(آمار) سالیانه بین‌المللی انرژی (۲۰۰۳): اطلاعات مربوط به جدول

(واحد تن (واحد متریک) دی‌اکسید کربن را می‌توان با ضرب آن در۱۲ و تقسیم آن بر ۴۴ به معادل کربنی آن بر اساس تن متریک تبدیل نمود)
- DOE - EIA - گزینه‌های دیگری برای سوختهای سنتی حمل ونقل ۱۹۹۴- جلد ۲، برونده‌های (پراکنشها) گاز گلخانه‌ای (شامل «همپوشانیهای طیفی گاز گلخانه و اهمیت آنها»)
- برنامه اقلیم‌شناسی دیرینه NOAA – لایه یخی و وستوک
- NOAA CMDL CCGG - نمایش داده‌های تبادلی جوی NOAA داده‌های دی اسید کربن
- مرکز تحلیل اطلاعاتی دی‌اکسید کربن شامل لینکهایی برای آمارهای مفید و فراوان دربارهٔ دی‌اکسید کربن

### پراکنشهای متان
- بی‌بی‌سی نیوز توده‌های یخی در حال ذوب سیبری متان بیشتری از خود آزاد می‌کنند.